# 칼라오 동굴

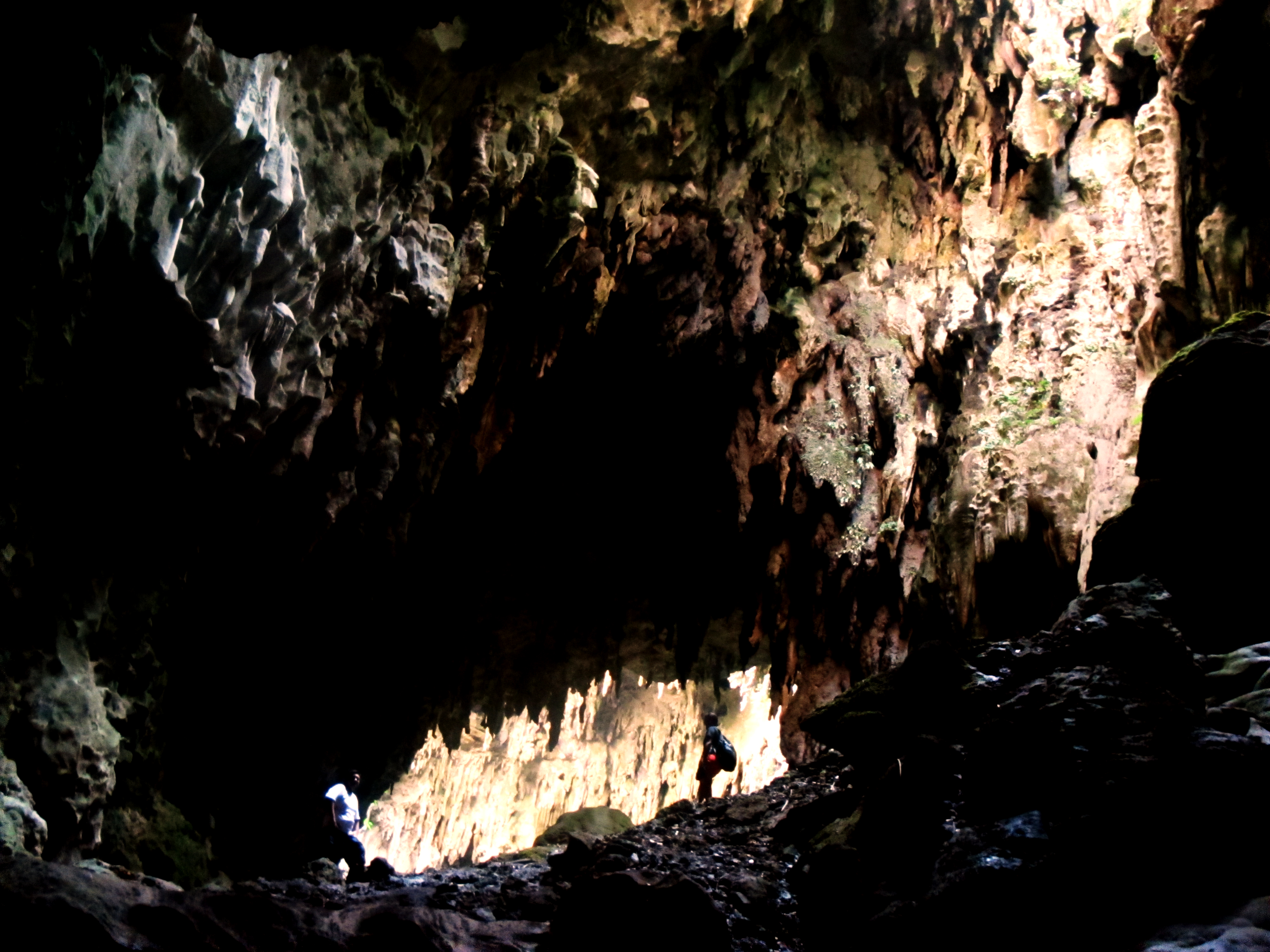

칼라오 동굴(Callao Cave)은 필리핀 카가얀주의 페냐블랑카 자치구의 석회암 동굴 중의 하나이다. 일곱 개의 전시 동굴은 그 지역에 산재한 300개의 동굴들 중 일부이며, 가장 잘 알려진 그 지방의 자연 관광 목적지이다. 페냐블랑카(스페인어로 흰 바위들을 나타냄)로 이름 붙은 그 마을은 그 지역의 석회암 바위로 인해 명명된 것이다.
칼라오와 다른 동굴들은 북시에라 마드레 산맥의 서쪽 구릉에 위치해 있다. 이곳은 동굴에서 태평양에 접한 페냐블랑 타운의 동쪽 해안까지 뻗어 있는 페냐블랑카 보호 경관 내에 위치한 곳이다.

## 칼라오 원인
칼라오 원인(Callao man)은 2007년 아르만드 살바도르 미하레스에 의해 칼라오 동굴 내부에서 발견된 화석화된 유물을 일컫는 말이다. 특히, 그 발견은 하나의 61mm 척골이었는데, 우라늄 동위원소 박막으로 연대를 측정한 결과 적어도 6만 7천 년 전의 것으로 판단되었다. 만약 최종적으로 호모사피엔스의 유물로 증명된다면, 그것은 4만 7천 년 유물인 타본 원인을 앞질러 필리핀에서 가장 초기의 인류 유물이 될 것이었고, 그리고 아시아 태평양에서 가장 오래된 인류 유물일 것이었다. 칼라오 원인이 4피트(120cm) 이하의 키일 것이라는 것이 연구자들에게 주목을 받았다. 연구자들은 또한 오늘 날 루손섬의 산악 지역에 살고 있는 아에타족이 칼라오 원인의 후손일 것이라고 믿고 있다.